# 고레이제이 천황
고레이제이 천황(일본어: 後冷泉天皇, 1025년 8월 28일 ~ 1068년 5월 22일)은 일본의 70대 천황(재위:1045년 – 1068년)이다. 그가 국화 왕좌에 오르기 전의 이름은 지카히토 친왕 (일본어: 親仁親王)이었다. 호칭의 유래는 63대 천황 레이제이 천황(冷泉天皇)에서 유래하였다. 그는 고스자쿠 천황의 장남이고 그의 어머니는 후지와라노 기시 (일본어: 藤原嬉子)로 이존의 나이시노 카미로 후지와라노 미치나가의 딸이었다. 고레이제이 천황은 세 황후를 얻었지만 황자녀는 없었다.

## 연력
- 간토쿠 2년(1045년 1월 16일: 고스자쿠 천황이 양위하였다. 그의 장남이 계승하였다. 직후에 고레이제이 천황이 소쿠이에 올랐다.

- 간토쿠 2년 : 고스자쿠는 37세로 사망하였다.

- 에이쇼 6년 (1051년 : 무쓰 지방에서 아베노 사다토와 무네토가 반란을 부추겼다. 그것은 12년 간의 전쟁(1051-1062)으로 이어지게 되었다. 이에 대응하여 미나모토노 요리요시가 무쓰노카미 진주후쇼군으로 임명되어 북방으로 파견되었으며, 난을 진압하고 북방에 평화를 회복할 수 있었다.

- 지랴쿠 4년(1068년 4월 19일 : 전 천황 레이제이가 44세로 사망하였다.

## 가계도
- 중궁(中宮) : 니죠인(二条院) 아키코/쇼시 내친왕(章子 内親王) (1027~1105) - 고이치조 천황의 황녀
- 황후(皇后) : 후지와라노 히로코/칸시(藤原 寛子) (1036~1127) - 후지와라노 노리미치(藤原 教通)의 딸
- 황후(皇后) : 후지와라노 칸시(藤原 歓子) (1021~1102) -후지와라노 요리미치(藤原 頼通)의 딸
  - 황자 : 요절

## 같이 보기
- 일본 천황